# Versoix
Versoix es una ciudad y comuna suiza del cantón de Ginebra, localizada en la ribera izquierda del lago Lemán. Limita al norte con las comunas de Chavannes-des-Bois (VD) y Mies (VD), al este con Anières, Corsier y Collonge-Bellerive, al sur con Genthod, Bellevue y Collex-Bossy, y al oeste con Versonnex (FRA-01), Sauverny (FRA-01) y Grilly (FRA-01).

## Transportes
Ferrocarril
Existe una estación de tren que permite tener un servicio frecuente de trenes Regio con Ginebra y Coppet entre otras localidades.
Transportes públicos
La ciudad está servida por las líneas U y V del transporte público de Ginebra.